# Tour de la CABA
Le Tour de la CABA est une course cycliste française disputée au mois de juin dans la communauté d'agglomération du bassin d'Aurillac (Cantal). Créée en 2006, elle est organisée sur plusieurs étapes par l'ACV Aurillac.
L'édition 2020 est annulée en raison de la pandémie de Covid-19.

## Palmarès
| Année | Vainqueur          | Deuxième               | Troisième                |
| ----- | ------------------ | ---------------------- | ------------------------ |
| 2006  | Christophe Laborie | Christian Serisier     | Nicolas Malhouitre       |
| 2007  | Scott Lyttle       | Georges Lestage        | Guillaume Alves          |
| 2008  | Benoît Luminet     | Clément Mas            | Bastien Leraud           |
| 2009  | Clément Mahé       | Jean Mespoulède        | Loïc Herbreteau          |
| 2010  | Nikolay Mihaylov   | Yohan Cauquil          | Yann Durand              |
| 2011  | Steven Garcin      | Julien Morin           | Nicolas Loustaunou       |
| 2012  | Tom Bossis         | Guillaume Gerbaud      | Sylvain Lamarque         |
| 2013  | François Lamiraud  | Nicolas Chadefaux      | Sébastien Fournet-Fayard |
| 2014  | François Bidard    | Jordan Sarrou          | Loïc Bouchereau          |
| 2015  | Rémy Rochas        | Aurélien Paret-Peintre | Étienne Fabre            |
| 2016  | Pierre Bonnet      | Aurélien Lionnet       | Nicolas Thomasson        |
| 2017  | Hugo Pigeon        | Rémy Rochas            | Julien Buisson           |
| 2018  | Sebastian Berwick  | Axel Mariault          | Axel Narbonne-Zuccarelli |
| 2019  | Pierre Bonnet      | Julien Buisson         | Pierre Almeida           |
| 2020  | annulé             | annulé                 | annulé                   |